# League of Wales 2001-2002
L'edizione 2001-02 della League of Wales vide la vittoria finale del Barry Town.
Capocannoniere del torneo fu Marc Lloyd-Williams (Bangor City), con 47 reti.

## Classifica finale
|    | Classifica           | G  | V  | N  | P  | GF | GS | Dif | Pt |
| -- | -------------------- | -- | -- | -- | -- | -- | -- | --- | -- |
| 1  | Barry Town           | 34 | 23 | 8  | 3  | 82 | 29 | 53  | 77 |
| 2  | TNS Llansantffraid   | 34 | 21 | 7  | 6  | 65 | 33 | 32  | 70 |
| 3  | Bangor City          | 34 | 21 | 6  | 7  | 83 | 38 | 45  | 69 |
| 4  | Caersws              | 34 | 18 | 4  | 12 | 65 | 44 | 21  | 58 |
| 5  | Afan Lido            | 34 | 18 | 4  | 12 | 42 | 36 | 6   | 58 |
| 6  | Rhyl                 | 34 | 17 | 5  | 12 | 53 | 45 | 8   | 56 |
| 7  | Cwmbran Town         | 34 | 17 | 4  | 13 | 66 | 53 | 13  | 55 |
| 8  | Connah's Quay Nomads | 34 | 14 | 9  | 11 | 56 | 46 | 10  | 51 |
| 9  | Aberystwyth Town     | 34 | 14 | 9  | 11 | 53 | 46 | 7   | 51 |
| 10 | Carmarthen Town      | 34 | 13 | 9  | 12 | 51 | 37 | 14  | 48 |
| 11 | Caernarfon Town      | 34 | 12 | 8  | 14 | 64 | 64 | 0   | 44 |
| 12 | Port Talbot Town     | 34 | 12 | 7  | 15 | 44 | 55 | -11 | 43 |
| 13 | Newtown              | 34 | 9  | 11 | 14 | 35 | 44 | -9  | 38 |
| 14 | NEWI Cefn Druids     | 34 | 8  | 8  | 18 | 49 | 79 | -30 | 32 |
| 15 | Llanelli             | 34 | 8  | 7  | 19 | 41 | 64 | -23 | 31 |
| 16 | Oswestry Town        | 34 | 8  | 6  | 20 | 39 | 84 | -45 | 30 |
| 17 | Haverfordwest County | 34 | 6  | 10 | 18 | 45 | 76 | -31 | 28 |
| 18 | Rhayader Town        | 34 | 3  | 6  | 25 | 29 | 89 | -60 | 15 |

### Verdetti
- Barry Town Campione del Galles 2001-02.
- Rhayader Town retrocesso.